# Collusione tacita
La collusione tacita è spiegata in teoria dei giochi come un accordo tra imprese oligopolistiche che si ottiene giocando ripetutamente lo stesso gioco.
Rifacendoci al duopolio di Cournot possiamo vedere come due imprese che non vogliono cooperare giocheranno l'equilibrio di Nash e produrranno entrambe la stessa quantità ottimale ({\displaystyle {\frac {1}{3}}}).
Giocando ripetutamente queste partita secondo una strategia tit for tat scopriamo che esse possono arrivare ad una collusione, senza mai parlarsi, ma solamente osservando le mosse strategiche degli altri giocatori.

## Esempio
Ipotizziamo due imprese assieme abbiano una quantità di produzione pari a quella di monopolio({\displaystyle {\frac {1}{2}}}) e si dividono il mercato, creando un cartello.
Ora questo cartello si basa sul principio di cooperazione:
- Impresa 1 produce {\displaystyle {\frac {1}{4}}}, Impresa 2 produce {\displaystyle {\frac {1}{4}}}  Il profitto totale di collusione sarà quindi: {\displaystyle \Pi ={\frac {1}{2}}*{\frac {1}{4}}={\frac {1}{8}}}

Si nota che questo profitto cooperativo è migliore che quello non cooperativo che si ottiene giocando il duopolio di Cournot: {\displaystyle {\frac {1}{8}}>{\frac {1}{9}}}
La domanda che ci si pone ora è se le imprese hanno effettivamente incentivo a cooperare; qui entra in gioco la strategia tit for tat dell'impresa i, nella quale:
- se le imprese 1-i continueranno a collaborare, si continua a colludere producendo {\displaystyle {\frac {1}{4}}}
- se le imprese 1-i vorranno sgrarrare, saranno punite dal fatto che l'impresa i non si fiderà più di loro e giocherà nei periodi successivi l'equilibrio di Nash {\displaystyle {\frac {1}{3}}}

Ma quanto è l'incentivo a sgarrare? Esso è pari alla quantità di monopolio meno la quantità che si otterrebbe cooperando:
- {\displaystyle \Pi _{NonCoop}={\frac {1}{2}}-{\frac {1}{2}}*{\frac {1}{4}}={\frac {3}{8}}}

Quindi se l'impresa 1-i devia, mentre l'impresa i non devia, il suo profitto sarà:
- {\displaystyle \Pi _{NonCoop}=p*q-c={\frac {3}{8}}*{\frac {3}{8}}-0={\frac {9}{64}}}

Ciò dimostra che la collusione non è stabile, in quanto il gioco sleale rende di più del gioco cooperativo, ovvero: il primo che sgarra appena fatto l'accordo ottiene la somma più alta (equilibrio di Nash):
- {\displaystyle {\frac {9}{64}}>{\frac {1}{8}}}

Il fatto è che nella realtà esistono imprese che colludono tacitamente per molto tempo, come spiegare il fenomeno? Tramite il concetto di punizione espresso sopra nel tit for tat, che dimostra come esiste un periodo nel tempo in cui giocando cooperativo si raggiungerà un payoff superiore a quello di giocare non cooperativo subito.
Esso si dimostra utilizzando la formula del tasso di sconto:
- {\displaystyle \Pi _{Coop}=GuadagnoOggi+GuadagnoFuturo={\frac {9}{64}}+{\frac {1}{9}}*{\frac {\delta }{1-\delta }}<=Collaborare={\frac {\frac {1}{8}}{1-\delta }}}

Ovvero, si collaborerà quando il payoff sarà {\displaystyle \delta >={\frac {9}{17}}}